# Franklin-Distrikt (Kanada)

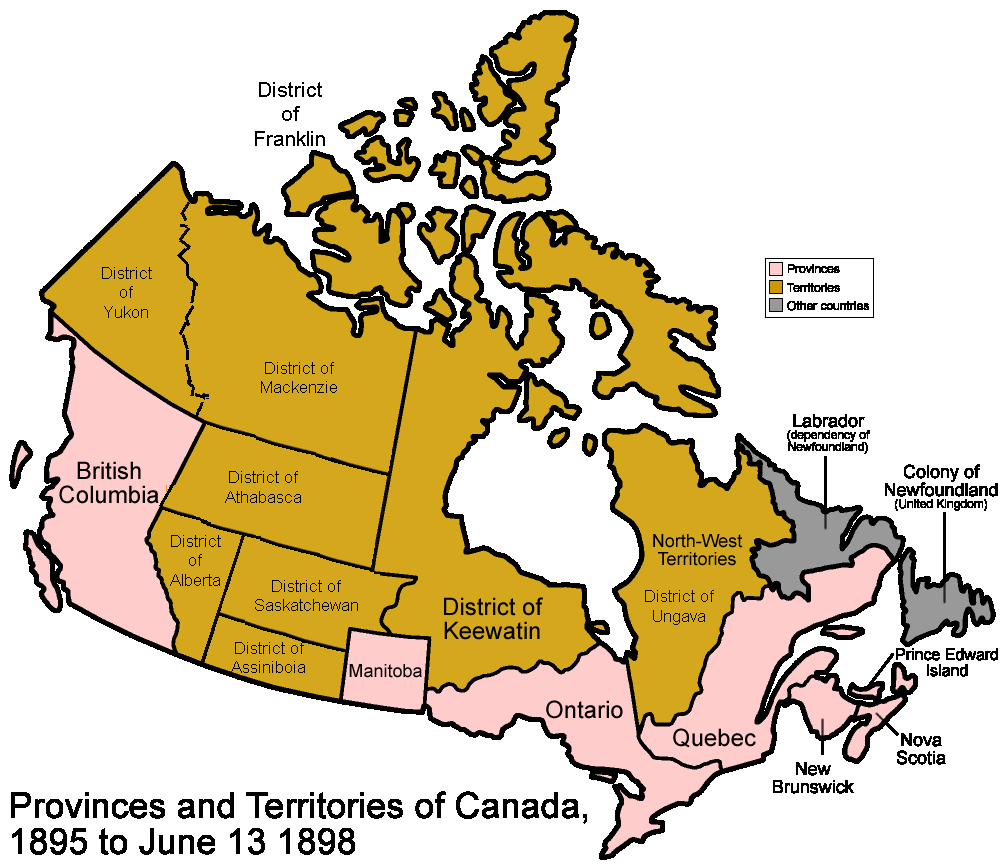
Historische Distrikte und Territorien 1895

Der Franklin-Distrikt (engl. District of Franklin) war eine frühere administrative Einheit der kanadischen Nordwest-Territorien. Der Distrikt lag im kanadischen Arktisarchipel des  Arktischen Ozeans und bestand aus der Ellesmere-Insel, den nördlicheren Königin-Elisabeth-Inseln und den südlicher gelegenen Parry-Inseln.
Zum Distrikt gehörten auch die Halbinseln Melville und Boothia auf dem kanadischen Festland. Die englischen Seefahrer Martin Frobisher und Henry Hudson waren die ersten bekannten Europäer, die diese nordkanadische Inselwelt aufsuchten. Das Gebiet wurde 1894 von der britischen Kolonialverwaltung in die kanadische Selbstverwaltung überführt.
Zusammen mit dem Keewatin-Distrikt und dem Mackenzie-Distrikt bildete der Franklin-Distrikt die ehemaligen Nordwest-Territorien Kanadas (bis 1870: Nordwestliches Territorium), bis zur Schaffung des Territoriums Nunavut im Jahr 1999. Dabei wurde der Franklin-Distrikt zwischen den Nordwest-Territorien und Nunavut aufgeteilt. Die Victoria-Insel wurde so geteilt, dass 2/3 an das neue Territorium fiel und 1/3 bei den Nordwest-Territorien verblieb. Auch die Zuständigkeit für weitere Inseln wurde geteilt, um den Inuit ein eigenständiges Territorium zu ermöglichen.